# Kirche Wusterhusen

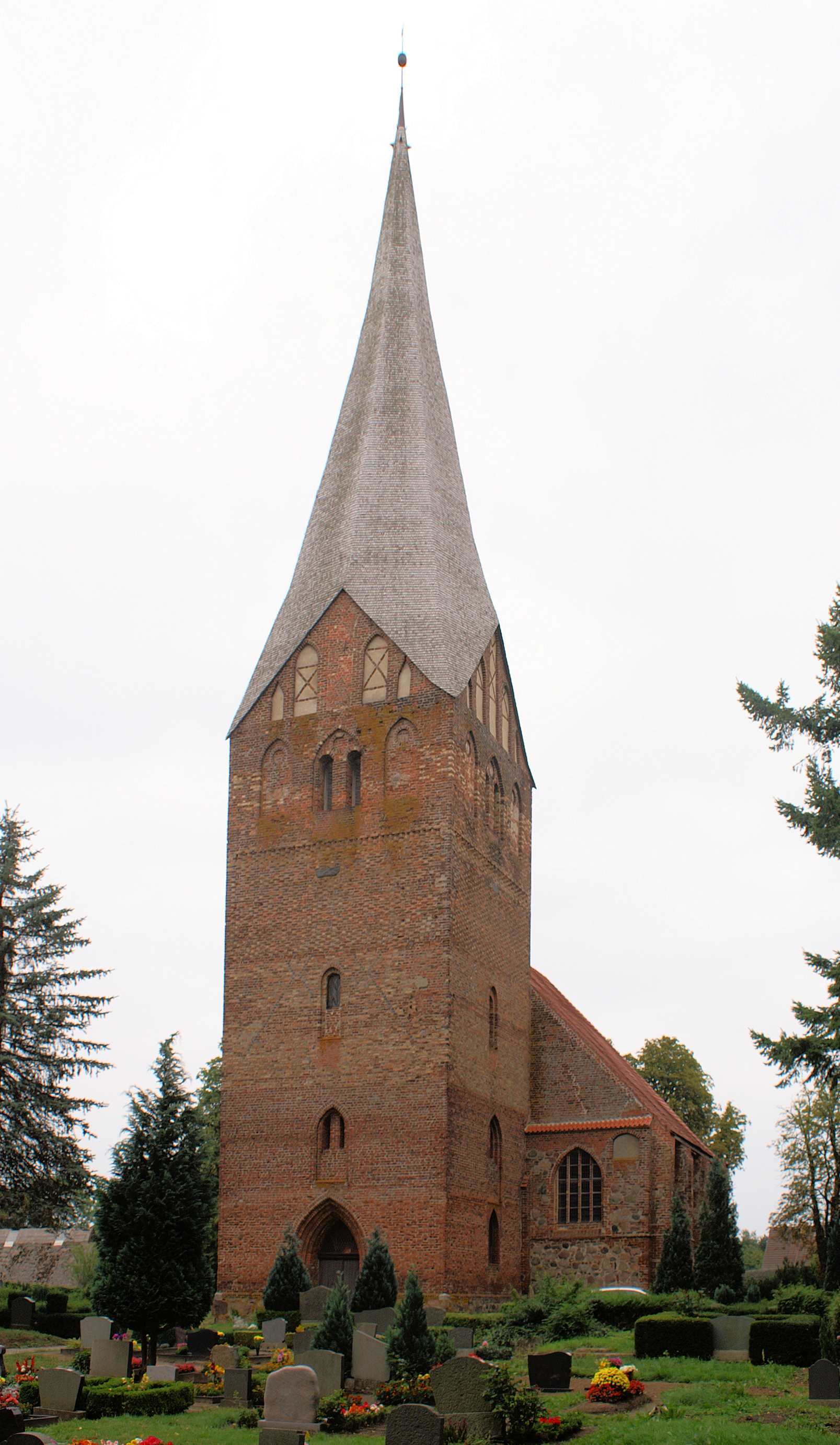
Westseite mit Turm

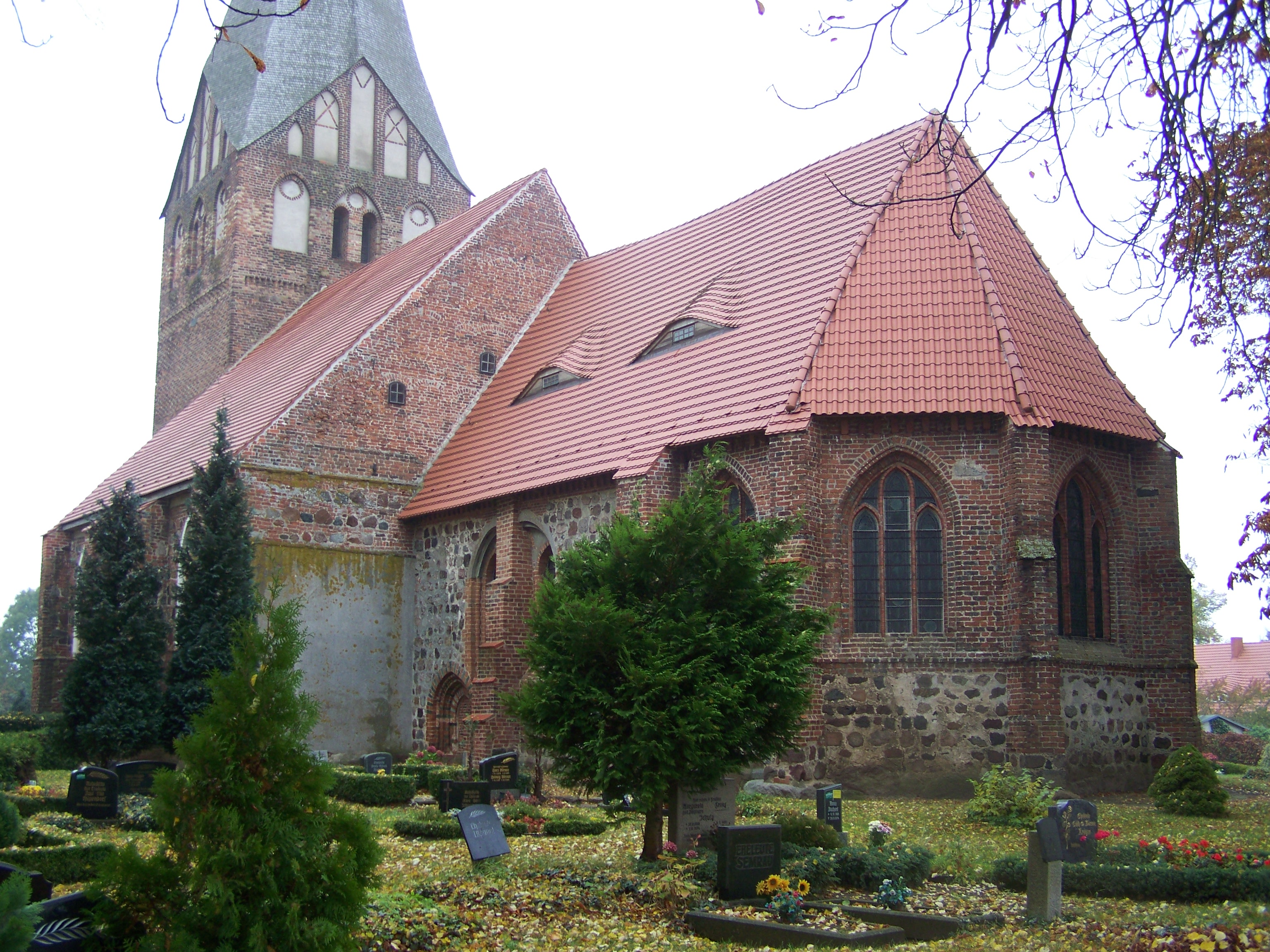
Ostseite

Die Johanneskirche Wusterhusen ist die Dorfkirche von Wusterhusen und eine von drei Kirchen der Kirchengemeinde Wusterhusen und Lubmin. Sie gehört seit 2012 zur Propstei Demmin im Pommerschen Evangelischen Kirchenkreis der Evangelisch-Lutherischen Kirche in Norddeutschland. Vorher gehörte sie zum Kirchenkreis Greifswald der Pommerschen Evangelischen Kirche.

## Lage
Die Wolgaster Straße führt von Lubmin kommend in südlicher Richtung durch den Ort. Dort trifft sie auf die Greifswalder Straße, die von West nach Ost verläuft. Die Kirche steht nordwestlich dieser Kreuzung auf einem erhöhten Grundstück, das mit einer Mauer aus rötlichem Mauerstein eingefriedet ist.

## Geschichte
Die älteste bekannte schriftliche Quelle nennt für das Jahr 1230 einen Pleban Servatius für Wusterhusen. Wahrscheinlich gab es zu dieser Zeit bereits ein hölzernes Kirchengebäude. 1271 erfolgte die Altarweihe einer einjochigen Saalkirche in Feldsteinmauerwerk mit gerade geschlossenem Chor und Sakristei durch den Camminer Bischof Hermann von Gleichen. Bei einer dendrochronologischen Untersuchung des Dachwerkes konnten für die Sakristei Fälldaten von 1268 und für den Chor von 1283 ermittelt werden.
Weitere dendrochronologische Untersuchungen wiesen nach, dass das Holz für das Kirchenschiff um 1350 gefällt wurde. Daher kann davon ausgegangen werden, dass die Halle in der Mitte des 14. Jahrhunderts errichtet wurde. Am Anfang des 15. Jahrhunderts wurde der Chor durch einen polygonalen Schluss aus Backstein erweitert. Der Westturm wurde in drei Bauabschnitten errichtet. Das hierfür erforderliche Holz wurde auf die Jahre 1479, 1504 und 1516 datiert. 1627 und 1648 kam es zu Beschädigungen, wahrscheinlich mit Einstürzen verbunden, am nördlichen Seitenschiff, das später mit geringeren Abmessungen und ohne Wölbung wiederaufgebaut wurde. Ende des 19. Jahrhunderts bauten Handwerker Glasmalereien am Chorscheitelfenster ein, die auf den Architekten Theodor Prüfer zurückgingen.

## Bauschreibung
Der Chor ist gegenüber dem Schiff stark eingezogen und hat einen Fünfachtelschluss. Das Bauteil wurde im unteren Bereich aus Feldsteinen errichtet, die wenig behauen und leicht lagig geschichtet sind. Darüber nutzten die Handwerker rötliche Mauersteine. Bei den im Chorschluss verwendeten Fenstern handelt es sich um große Lanzett-Drillingsfenster mit überhöhtem Spitzbogen und einer zweifach profilierten Laibung. Dazwischen sind einfach getreppte Strebepfeiler. Die Nordwand des Chors wurde aus großen Feldsteinen errichtet, die wenig behauen und nur leicht lagig geschichtet wurden. Nach Westen ist ein dreifach profiliertes Spitzbogenportal, darüber leicht nach Westen versetzt ein kleineres sowie nach Osten versetzt ein weiteres, größeres Rundbogenfenster. Vor der Chornordwand ist die Sakristei von 1268 mit einem rechteckigen Grundriss. Die hat keinen eigenen Zugang von außen, sondern an der Nordseite ein kleines Rundbogenfenster. Darüber ist ein Giebel, der mit fünf Blenden im unteren Bereich sowie drei kleineren Blenden im oberen Bereich reichhaltig verziert ist. Die mittlere der unteren Blenden ist als Fenster ausgeführt. Während die Westseite der Sakristei fensterlos und gerade ist, bauten Handwerker an der Ostseite einen mächtigen Strebepfeiler mit einer schlitzförmigen und hochrechteckigen Öffnung ein. Die Sakristei trägt ein schlichtes Satteldach. An der Südseite ist mittig ein gedrücktes, dreiteiliges Lanzettfenster, dessen mittleres Fenster durch einen vierfach getreppten Strebepfeiler verdeckt wird. Während auch diese Wand aus Feldsteinen errichtet wurde, nahmen Handwerker für die Laibung, den Strebepfeiler sowie die Ausbesserungsarbeiten oberhalb des Pfeilers rötlichen Mauerstein. Westlich neben dem Fenster ist eine reich profilierte und vierfach getreppte Priesterpforte mit wechselnden, glasiertem rot-schwarzem Gewändeprofil. Sie ist im 21. Jahrhundert mit Mauersteinen zugesetzt. Im Chordach befinden sich an der Südseite zwei Fledermausgauben. Der Chor hat im Inneren ein achtteiliges hochgezogenes Kreuzrippengewölbe, sein Polygon besitzt ein kleinteiliges Sterngewölbe. Die Sakristei hat ein Kuppelgewölbe. Das Kreuzrippengewölbe des Schiffes wird durch Achteckpfeiler gestützt.
Das Kirchenschiff von um 1350 ist drei Joch lang. Die westliche Wand wurde überwiegend aus rötlichem Mauerstein errichtet. Sie hat bis auf zwei kleine Fenster im Giebel keine Öffnungen. Im südlichen Bereich des Seitenschiffs ist eine rechteckige Fläche, die bis kurz unterhalb der Dachtraufe am Chor reicht, hell verputzt. An seiner Nordseite sind im östlichen und westlichen Bereich zwei große Spitzbogenfenster, die in je vier senkrecht verlaufende Abschnitte gegliedert sind. Mittig ist ein kleineres, dreifach gegliedertes Spitzbogenfenster, darunter eine gedrückt-segmentbogenförmige Pforte. Während die Langhauswand überwiegend aus Feldsteinen errichtet wurde, sind unterhalb der Fenster jeweils Ausbesserungsarbeiten aus rötlichem Mauerstein erkennbar. Zwischen den Fenstern sind drei mächtige, dreiecksförmige Strebepfeiler, die durch einen weiteren, ungleich schmaleren Pfeiler an der Nordostecke des Langhauses ergänzt werden. An der Südseite sind drei große Spitzbogenfenster verbaut. Unterhalb des mittigen angebrachten, ein wenig kleiner ausgeführten Fensters, ist eine gedrückt-spitzbogenförmige Öffnung, die im unteren Bereich vermauert und darüber mit einem Fenster versehen ist. Die Wand wird durch vier schmale Strebepfeiler stabilisiert. An der Nordwand des Seitenschiffs ist ein weiterer Strebepfeiler, gefolgt von einem gedrückt-segmentbogenförmigen Fenster. An der Südwand sind im unteren Bereich zahlreiche Feldsteine verbaut. Sie wurden nicht behauen oder lagig geschichtet. Darüber ist ein großes Spitzbogenfenster. Rechts oberhalb ist eine gedrückt-segmentbogenförmige Öffnung, die mittlerweile zugesetzt ist.
Der quadratische Westturm ist gegenüber dem Schiff stark eingezogen. Er kann von Westen her über ein großes und fünffach-profiliertes Portal betreten werden. Darüber ist eine spitzbogenförmige Öffnung mit zwei kleinen, hochrechteckigen Fenstern. Diese sind auch an der Nord- und Südseite vorhanden. Im Innern sind die Ansätze einer Wölbung erkennbar, die aber offenbar nicht ausgeführt wurde. Im mittleren Geschoss ist jeweils nur eine schmale und spitzbogenförmige Öffnung. An der Nordseite ist rechts darüber eine kleine hölzerne Tür. Oberhalb folgt das Glockengeschoss. Es besteht aus zwei außen liegenden, spitzbogenförmigen Blenden mit einem eingearbeiteten Kreis im oberen Drittel sowie einer mittig angeordneten, spitzbogenförmigen Öffnung mit je zwei Klangarkaden. Darüber folgt ein weiteres Blendenfeld, das sich in den hohen und oktogonalen Spitzhelm erstreckt. Er schließt mit Turmkugel und Wetterhahn ab.

## Ausstattung

### Altar

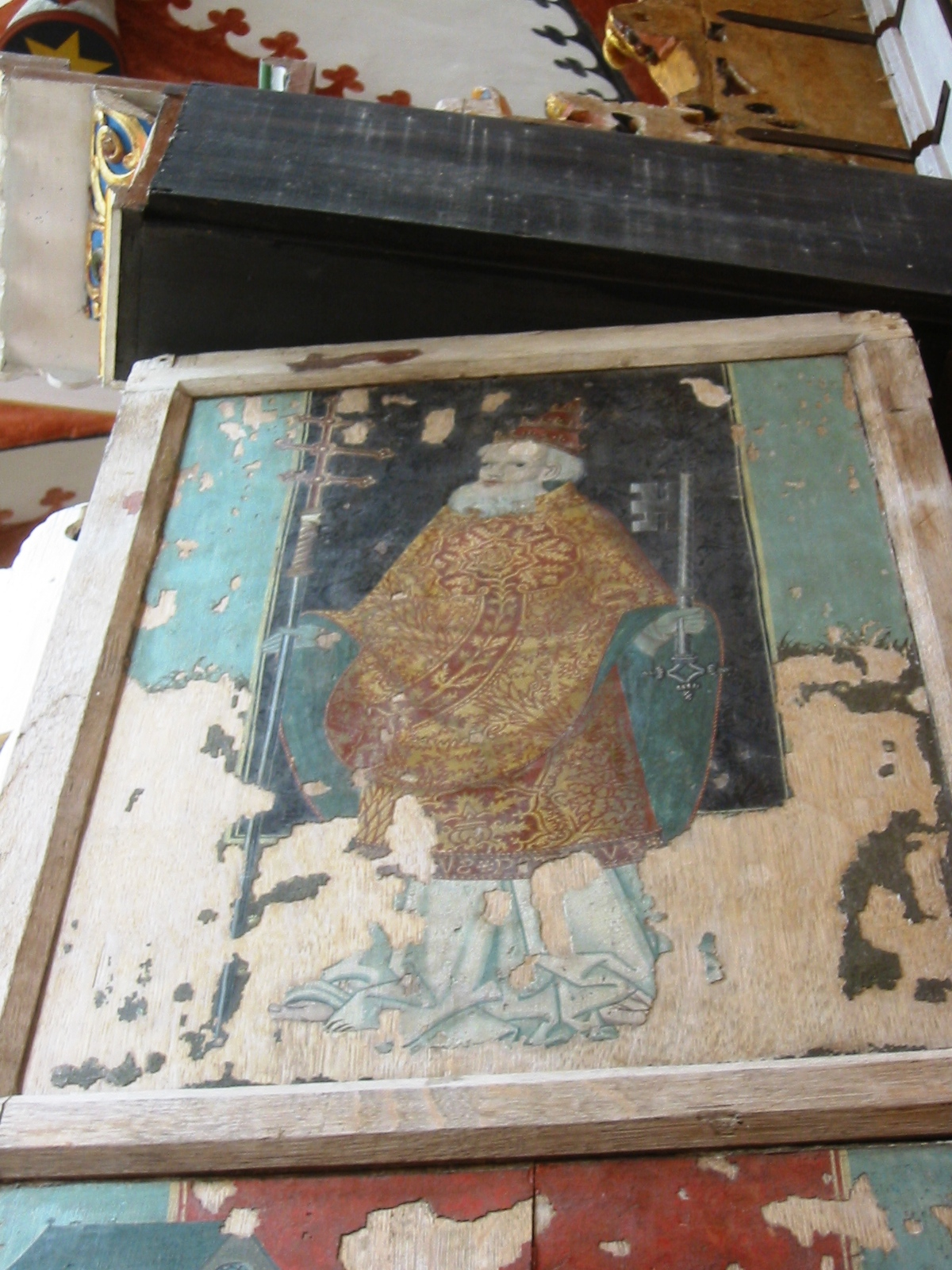
Simon Petrus auf dem äußeren Altaraufsatz

In der Predella von um 1700 ist das Abendmahl Jesu zu sehen. Der mittelalterliche Altarblock besitzt als Aufsatz einen Schnitzaltar, der in den letzten fünfhundert Jahren drei Mal wesentlich umgestaltet wurde. Er stammt aus dem Zeitraum von 1510 und 1520 und geht vermutlich auf den Usedomer Archidiakon Christopher zurück, ein illegitimer Sohn des damaligen Kirchherrens Wusterhusens, Bogislaws X. Im Jahr 1650 wurde der Aufsatz gravierend umgestaltet. Ein Kreuzigungsgemälde von Caspar Niemann ersetzte eine bis dahin vorhandene Skulpturengruppe im Mittelschrein. Hinter dem Gemälde wurden bei Untersuchungen Goldgrundreste gefunden, was darauf schließen lässt, dass dort einst eine dreifigurige Marienkrönung installiert war. Spuren am Hintergrund der Kastenflügel zeigen, dass hier je vier kleinere Apostel und Heilige in zwei Zeilen standen. An dieser Stelle befinden sich noch die monumentalen Skulpturen von Mose und Aaron aus dem Jahr 1740. Diese stammten aus der Werkstatt von Michel Müller aus Stralsund, ein Schüler von Elias Keßler. Die ursprünglich vorhandenen Figuren sind nicht mehr erhalten.
Die doppelte Bemalung der Altarflügel, die etwa 200 Jahre zugenagelt waren, wurde 1963 bei einer Restaurierung wiederentdeckt. Die Heiligendarstellungen auf der Außenseite haben stark gelitten und bedürfen einer dringenden Sicherung. Oben links ist Katharina von Alexandrien auf einer Blumenwiese zu sehen. An ihre Geißelung erinnert das Schwert und das Rad. Daneben ist der Apostel Simon Petrus mit dem Himmelsschlüssel und einem prunkvollen Papst-Ornat abgebildet. In einer roten Gelehrtentracht mit Schwert und Buch ist Paulus von Tarsus unten links, daneben Barbara von Nikomedien zu sehen. Sie steht vor dem Turm, in dem ihr Vater Dioscorus sie einst einsperrte. Der Kelch in einer Turmnische symbolisiert ihre Rolle als Nothelferin bei der Sterbekommunion.

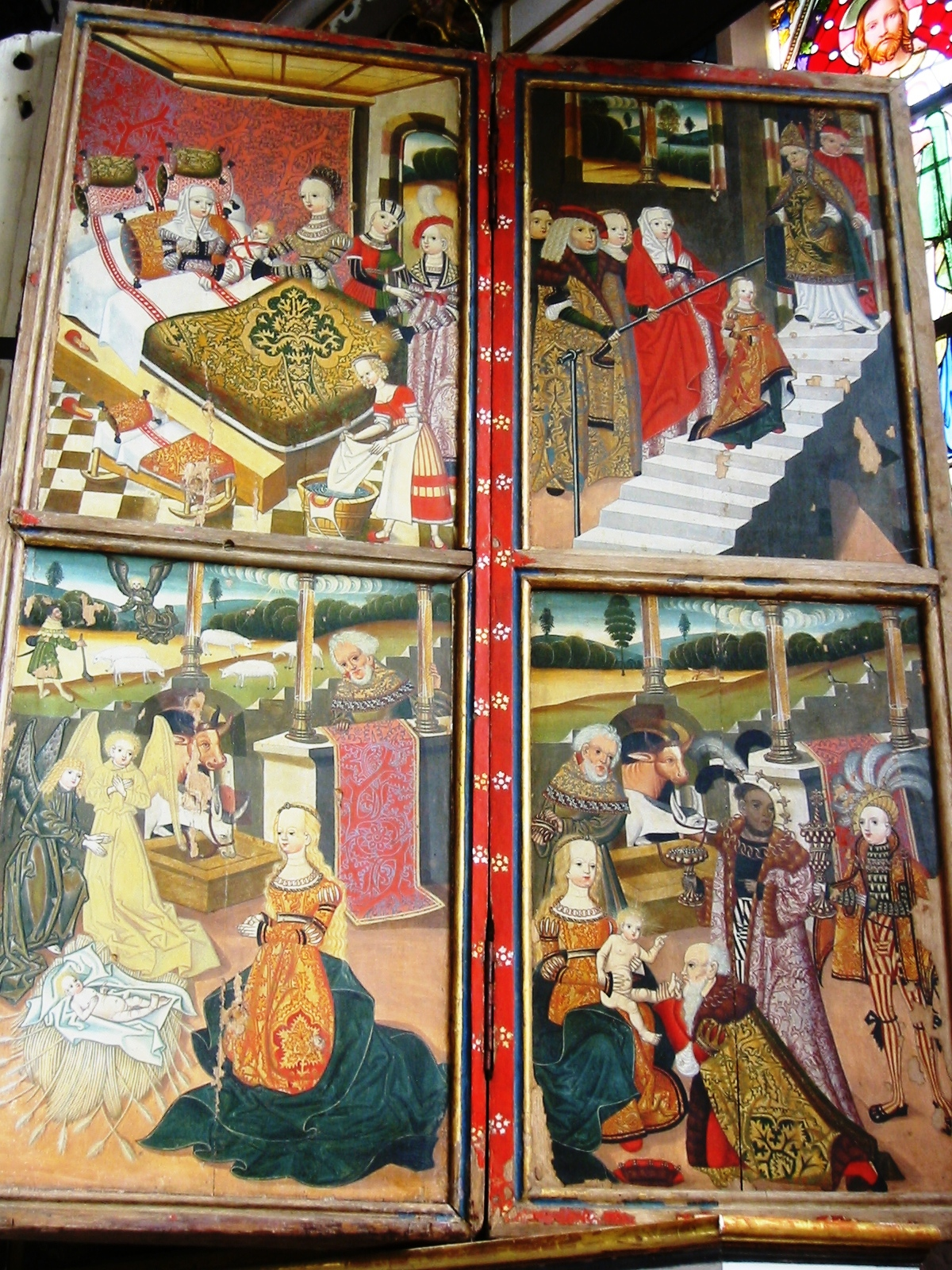
Rechter Innenflügel des Altaraufsatzes

Auf der Innenseite befindet sich ein doppelzeiliger Zyklus, der die Annenlegende Marias darstellt. Der Maler ist auch hier unbekannt, doch fällt das Werk durch die reichhaltige Verwendung von Brokat und unterschiedlichen Granatapfelmotiven auf.
Im Bild oben links ist die Verkündigung des Engels an Joachim zu sehen. Er erfährt, dass er nicht länger kinderlos bleiben wird. Die 40 Tage seiner Buße, die er in der Wüste bei einer Herde verbracht hat, sind damit vorbei. Im Hintergrund ist ein Hirte zu sehen, der Dudelsack spielt. Auffallend ist auch der blaue Himmel. Joachim kehrte nun nach Jerusalem zurück und umarmt seine Frau Anna vor dem Eingang der  Goldenen Pforte, dem Tempel der Stadt. In der Ferne jagt ein Hund einen Hasen. Das darauffolgende Bild zeigt Anna im Wochenbett in einer prächtigen Kulisse mit edel bespannten Wänden und einer Magd, die gerade die Wäsche macht. Das letzte Gemälde der oberen Zeile zeigt, wie Maria die Stufen zum Tempel hinaufschreitet. Sie wird von einem Priester empfangen, während ihre Eltern Joachim und Anna am Aufgang stehen bleiben.
Die zweite Zeile beginnt mit der Verkündigung an Maria. Gezeigt wird die Jungfrau, wie sie vor einem Lesepult kniet, während der Erzengel Gabriel ihr die Geburt von Jesus Christus ankündigt. Ein Spruchband um ein Zepter in seiner Hand zeigt den Englischen Gruß. Bemerkenswert ist auch ein Zettel über dem Bett Marias, auf dem in der untersten Zeile das Wort Amen erkennbar ist. Daneben zeigt ein weiteres Gemälde die Heimsuchung, als Maria auf ihre Cousine Elisabeth trifft. Sie stehen auf einer Wiese, die einem Teppich aus Gänseblümchen gleicht, einem Symbol der Unschuld aus dem 15. Jahrhundert. Im Hintergrund ist eine Landschaft zu sehen, die der Steilküste von Rügen ähnelt; vermutlich eine Anlehnung des Malers an seinen Auftraggeber. Auffällig sind auch die beiden Schwäne, die sich im Wasser spiegeln. Es folgt die Geburt Christi und zeigt das Kind mit zwei dahinter stehenden Engeln, während ein dritter die Weihnachtsbotschaft verkündet. Im Hintergrund leuchtet der Stern von Betlehem, der den Heiligen drei Königen den Weg zeigt. Sie sind auf dem letzten Bild zu sehen, als sie das Christuskind anbeten. Die drei Figuren stellen die drei menschlichen Lebensalter sowie die seinerzeit bekannten Erdteile Europa, Afrika und Asien dar.

### Weitere Ausstattung
Die Kanzel entstand in der ersten Hälfte des 17. Jahrhunderts, der Schalldeckel und die Brüstung um 1740. Der Taufstein, eine Fünte aus Granit, stammt aus der ersten Hälfte des 13. Jahrhunderts. Sie ist an ihrer Kuppa mit vier männlichen Köpfen verziert.
Bei einer Restaurierung des Chores wurde 1972 die farbliche Innengestaltung wiederentdeckt. Diese stammt an den Längswänden aus dem 13. Jahrhundert. Wandmalereien am Triumphbogen zwischen Polygon und dem alten Chor wurden im ersten Viertel des 15. Jahrhunderts gefertigt. Sie zeigen die Anbetung der Heiligen Drei Könige, die Heilige Gertrud mit Pilgern, den Weltenrichter mit Maria und Johannes den Täufer sowie den Heiligen Christophorus, die Flucht nach Ägypten sowie den Heiligen Georg. Im Chorscheitelfenster befindet sich eine Glasmalerei, die Christus zwischen Paulus und Petrus zeigt.
Die Halle ruht auf achteckigen Pfeiler mit profilierten Arkadenböden, die ein Kreuzrippengewölbe tragen. Das Schiff an der Nordseite ist flach gedeckt – vermutlich die Folge eines Einsturzes. Zur weiteren Kirchenausstattung gehört ein stehender Taufengel aus dem ersten Drittel des 18. Jahrhunderts. Hinzu kommt eine kleine Pietà, die vermutlich im 18. Jahrhundert entstand. Eine Grabplatte aus Kalkstein erinnert an den 1662 verstorbenen Pastor Christoph Caden.

### Orgel
Die zweimanualige Orgel wurde 1841 von Carl August Buchholz erbaut. 1923 wurde ein Register durch den Orgelbauer Heintze aus Kolberg geändert (12). 1955 erfolgte ein Austausch dieses Registers durch B. Grüneberg aus Greifswald (12. Sifflöte). 2024 wird eine Restaurierung der Orgel abgeschlossen und die Waldflöte 2' im Oberwerk rekonstruiert.
| I Hauptwerk C– |            |       |
| 1.             | Bordun     | 16′   |
| 2.             | Principal  | 8′    |
| 3.             | Prestant   | 4′    |
| 4.             | Rohrflöte  | 8′    |
| 5.             | Quinte     | 2 ⁄3′ |
| 6.             | Octave     | 2′    |
| 7.             | Mixtur III |       |

| II Oberwerk C– |            |    |
| 8.             | Salicional | 8′ |
| 9.             | Gedact     | 8′ |
| 10.            | Principal  | 4′ |
| 11.            | Rohrflöte  | 4′ |
| 12.            | Waldflöte  | 2′ |

| Pedal C– |           |     |
| 13.      | Subbaß    | 16′ |
| 14.      | Posaune   | 16′ |
| 15.      | Violon    | 8′  |
| 16.      | Principal | 4′  |
| 17.      | Bassflöte | 8′  |

- Koppeln: II/I, I/P,
- Spielhilfen: Hauptwerk Ventil, Oberwerk Ventil, Pedal Ventil, Evacuant, Calcanten-Glocke

### Geläut
Die älteste der drei Glocken mit einem Durchmesser von 129 cm stammt vom Anfang des 14. Jahrhunderts. Sie trägt eine geritzte Schrift und hat den Schlagton eI +2,5. Sie könnte im Jahr 1319 gegossen worden sein. Eine weitere Glocke aus dem Jahr 1419 hat den Schlagton f2 +9. Eine dritte Glocke wurde 1996 von der Glockengießerei Bachert in Heilbronn gegossen.